# Lota (Xile)
Lota és una ciutat de Xile de la regió del Bío-Bío. Amb 43.535 persones, la comuna té una superfície de 159 km² (datació del cens de 2017). Va ser fundada el 1667.